# Station Novillars
Station Novillars is een spoorwegstation in de Franse gemeente Novillars.